# City of Canterbury (Australië)
City of Canterbury is een Local Government Area (LGA) in Australië in de staat New South Wales in de agglomeratie van Sydney. City of Canterbury telt 137.755 inwoners. De hoofdplaats is Campsie.